# Korytno (Białoruś)
Korytno (biał. Карытнае; ros. Корытное) – agromiasteczko na Białorusi, w rejonie osipowickim obwodu mohylewskiego, około 32 km na zachód od Bobrujska.

## Historia
Pierwsze pisemne wzmianki o wsi pochodzą z 1560 roku. W I połowie XIX wieku majątek Korytno był własnością rodziny Jaźwińskich. Po Ignacym Jaźwińskim dobra te odziedziczył w 1848 roku jego brat Antoni Jaźwiński, słynny w Polsce wynalazca metod mnemotechnicznych. Osiedlił się w tym majątku i zajął się nauczaniem tamtejszych wiejskich dzieci własnymi metodami. W 1852 roku był zmuszony sprzedać te włości Ksaweremu Woyniłłowiczowi (Wojniłłowiczowi), po którym odziedziczył je jego syn Józef, ostatni z wyboru marszałek szlachty powiatu słuckiego w latach 1863–1875. Dobra Korytna i inne folwarki odziedziczyli po nim jego synowie: Ksawery, Apolinary i Ludwik. Od 1868 roku dzierżawcą majątku był Jan Kuczyński, któremu posiadłość zawdzięczała rozkwit.
W wyniku II rozbioru Polski Korytno znalazło się w 1793 roku w Imperium Rosyjskim. W latach 1919–1920 wieś znalazła się pod polskim zwierzchnictwem. Ostatecznie, po ustaleniu przebiegu granicy polsko-radzieckiej znalazła się na terytorium ZSRR, od 1991 roku – na terenie Białorusi.

## Dawne zabytki
Dwór Jaźwińskich spalił się około 1852 roku albo około 1860 roku. Ksawery Woyniłłowicz wybudował nowy dwór. Był to podpiwniczony budynek, na planie prostokąta, w środkowej części piętrowy o dziewięcioosiowej elewacji. Od strony podjazdu i ogrodu znajdowały się podobne do siebie portyki  podtrzymywane przez 4 cienkie kolumny. Ten od ogrodu w połowie wysokości był przecięty balkonem. Dom był umeblowany w stylu empire lub Ludwika Filipa, istniał do około 1914–1917 roku.
Dwór był otoczony kilkuhektarowym ogrodem, połączonym z sadem.
Majątek w Korytnie został opisany w 1. tomie Dziejów rezydencji na dawnych kresach Rzeczypospolitej Romana Aftanazego.
We wsi była również cerkiew, która również nie przetrwała rewolucji paździenrikowej.